# Korponay Gábor
Korponay Gábor (angolul: Gabriel de Korponay; eredeti neve: Kopornyay Gábor komonkai) (Kassa, Habsburg Birodalom, 1809. – Philadelphia, Pennsylvania, 1866. február 10.) magyar nemesi származású katonatiszt, híres polkatáncos, s vívómester, harcolt az mexikói–amerikai háborúban, majd az amerikai polgárháborúban az unionisták oldalán. Korponay János 1848-as szabadságharcos és hadtörténész bátyja.

## Életútja
Feltehetően a szepes megyei komonkai Korponyay családból származott. Az 1840-es évek elején vagy még előbb került ki az Egyesült Államokba, s itt híres polka-táncos lett, így a divatos polka tánc Európa után New Yorkban és az államok más városaiban is sikert aratott. 1844-ben írt erről a magyarországi Honderű című lap is, idézi Kende Géza újságíró, író. 1846-48 közt a mexikói–amerikai háborúban a missouri harmadik önkéntes lovasezred kapitánya volt.
Kende említést tesz arról is, hogy Korponay katonai taktikát oktatott West Pointban (N.Y.), ezzel kapcsolatban nem kerültek elő megerősítő adatok. Az viszont biztos, hogy St. Louis-ban (Missouri) oktatott vívást egy A. J. Dorn (vagy Dorm) nevű őrnagy fiúknak fenntartott magániskolájában. Ott egyik kedves tanítványáról is tudunk, ő George Dashiell Bayard (1835-1862), aki Korponay hatására lépett a katonai pályára, elvégezte a West Point-i Akadémiát, s az amerikai polgárháborúban az északiak oldalán dandártábornok lett, hősi halált halt a fredericksburgi csatában (Virginia). 1849-ben még csak 14 éves volt, amikor tudomást szerzett arról, hogy vívómestere Magyarországra megy harcolni a szabadságért, levelet írt tanítójának, hogy szeretne a kísérője lenni. Korponay már az Atlanti-óceánon hajózott Európa felé, a levelet nem kapta meg időben, de a magyar szabadságharc is már elbukott, Korponay lekéste a harcokat, visszatért Amerikába.
Amerikába visszatérve Philadelphiában (Pennsylvania) telepedett le. Itt a keleti államok bíróságainak tolmácsaként működött. 1851-ben a városi tanács felkérésére Korponay továbbította a meghívást Kossuth Lajosnak, kérték, hogy a kormányzó töltse a karácsonyt Philadelphiában, ez így is történt, Kossuth első és egyetlen amerikai karácsonyát Philadelphiában töltötte.
Korponay már 1858 március 28-án levelet írt John J. Crittenden igazságügy-miniszternek, aki előbb Kentucky állam kormányzója és szenátora volt, hogy jelezze, esetleges polgárháború esetén száz válogatott vitézt ajánl be az északiak seregébe. Nem lehet kétséges, hogy Korponay a vitézeket az 1848-49-es szabadságharc menekültjeiből válogatta volna. Sajnos politikai előérzetei beváltak, 1861-ben valóban elkezdődött az amerikai polgárháború, amelyben Korponay is részt vett. 1861 június 28-án belépett a 28. pennsylvaniai önkéntes gyalogezredbe, tiszti beosztásban szolgált. 1861 december 19-én a Maryland-állambeli Point of Rocksnál vívott ütközetben személyesen vezette csapatait, s sikeresen futamították meg az ellenséget. 1862 április 25-én John C. Frémont vezérőrnagy ezredessé léptette elő, s átvette az ezred parancsnokságát John W. Greary ezredestől, akit közben már dandártábornokká léptettek elő. Azonban még ez év szeptember 30-án felmentését kellett, hogy kérje az aktív katonai szolgálat alól súlyos vesebaja miatt. 1863 március 26-án kapta meg a hivatalos felmentést a washingtoni hadügyminisztériumtól. Röviddel István nevű fia halála után, aki szintén egy pennsylvaniai ezredben teljesített katonai szolgálatot és sebesült meg, 1866 február 10-én halt meg philadelphiai otthonában.